# Coleville
Coleville è una area non incorporata sita nella parte nord della Contea di Mono in California. 
Si trova all'interno della Antelope Valley, 26 miglia (42 km) nord-est di Bridgeport ad un'altezza di 5 141 piedi pari a 1567 m.
Coleville è attraversata dalla U.S. Route 395.
Secondo il censimento del 2000 gli abitanti erano 77.
Coleville è nota per essere la residenza del generale statunitense John Abizaid.